# Eisbachtaler Sportfreunde 1919
Maillots
Dernière mise à jour : 26 avril 2011.
La Eisbachtaler Sportfreunde 1919 est un club sportif allemand localisé à Nentershausen, au Nord-Est de la Rhénanie-Palatinat

## Histoire
Le Eisbachtaler Sportfreunde existe depuis le 1er juillet 1966 comme communauté des équipes de jeunes (en Allemand : Jungend Spielgemainschaft) des clubs du SC Grossholbach, du TuS Girod-Kleinholbach, du VfR Nomborn, du TuS Heilberscheid et du TuS Nentershausen. Le plus ancien de ces clubs avait sa date de fondation en 1919.
En 1972, le Eisbachtaler Sportfreunde monta en Regionalliga Südwest, une ligue située à l’époque au 2e niveau de la hiérarchie. Deux ans plus tard, le cercle qui réussit à se maintenir retourna en Amateurliga lors de la création de la 2. Bindesliga.
En 1978, le Eisbachtaler Sportfreunde fut un des fondateurs de l’Oberliga Südwest, une ligue créée au 3e étage de la pyramide du football allemand. Il y évolua jusqu’en 1986.
Quatre ans plus tard, le club remonta au 3e niveau et y séjourna jusqu’en 1994. À ce moment, furent instaurées les Regionalligen au 3e étage. Le club resta dans en Oberliga Südwest qui devenait une ligue de niveau 4. Le Sportfreunde en fut vice-champion en 1995 et 1998.
En 2003, le Eisbachtaler Sportfreunde fut relégué au 5e niveau, en Rheinlandliga. Quatre ans plus tard, le cercle descendit en Bezirksliga Rheinland, Groupe Ost. Il en termina vice-champion en 2008 au moment où était créée la 3. Liga en tant que "Division 3". Le club remonta donc mais resta au niveau 6 puis que toutes les ligues sous le 3e niveau avaient reculé d’un rang.
En 2009, le Eisbachtaler Sportfreunde fut champion de la Rheinlandliga et accéda à l’Oberliga Südwest (niveau 5).
En 2010-2011, la Eisbachtaler Sportfreunde 1919 évolue Oddset-Oberliga Südwest, soit au 5e niveau de la hiérarchie de la DFB. Le club lutte en fond de tableau pour tenter de se maintenir.

## Palmarès
- Champion de l’Amateurliga Rheinland (III): 1972.
- Champion de la Rheinlandliga (III): 1990.
- Vice-champion de l’Oberliga Südwest (IV): 1995, 1998.
- Champion de la Rheinlandliga (VI): 2009.
- Vice-champion de la Bezirksliga Rheinland, Groupe Ost (VI): 2008.